# Rengsjö distrikt
Rengsjö distrikt är ett distrikt i Bollnäs kommun och Gävleborgs län. Distriktet ligger omkring Rengsjö i södra Hälsingland. 

## Tidigare administrativ tillhörighet
Distriktet inrättades 2016 och utgörs av Rengsjö socken i Bollnäs kommun.
Området motsvarar den omfattning Rengsjö församling hade 1999/2000.

## Tätorter och småorter
I Rengsjö distrikt finns en tätort och tre småorter.

### Tätorter
- Rengsjö

### Småorter
- Björtomta
- Glössbo
- Västra Höle